# Fiddler’s Elbow
Fiddler’s Elbow ist eine Insel in der Themse flussaufwärts des Sandford Lock, bei Kennington in Oxfordshire.
Fiddler’s Elbow hat die Form eines Beins, das sich vom flussabwärts gelegenen breiten Ende flussaufwärts verjüngt. Die Hauptschifffahrtsstraße verläuft östlich der Insel, während ein durch ein Wehr geteilter Arm westlich davon verläuft. Zwei kleinere Wehre am unteren Ende der Insel lassen zwei weitere kleine Inseln entstehen. Auf der Insel gibt es nur Grünland.